# Glaciar Navajo
El Glaciar Navajo (en inglés: Navajo Glacier) es un glaciar alpino en el Bosque Nacional Roosevelt (Roosevelt National Forest), condado de Boulder, al norte del estado de Colorado ubicado a su vez al oeste de los Estados Unidos. El glaciar Navajo esta en la vertiente norte del llamado Pico Navajo (Navajo Peak) y a aproximadamente 0,40 millas (0,64 km) al sur del glaciar Isabelle.